# Palais des Princes

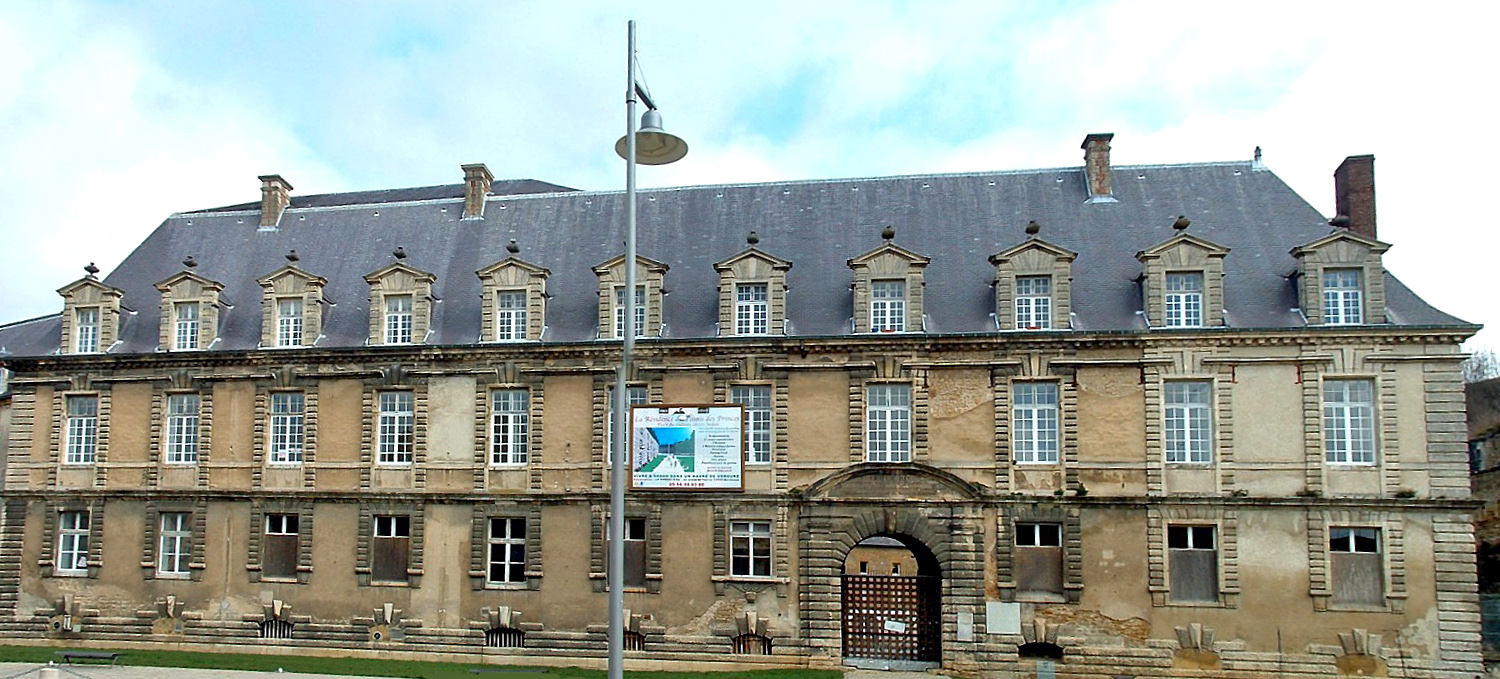
Palais des Princes

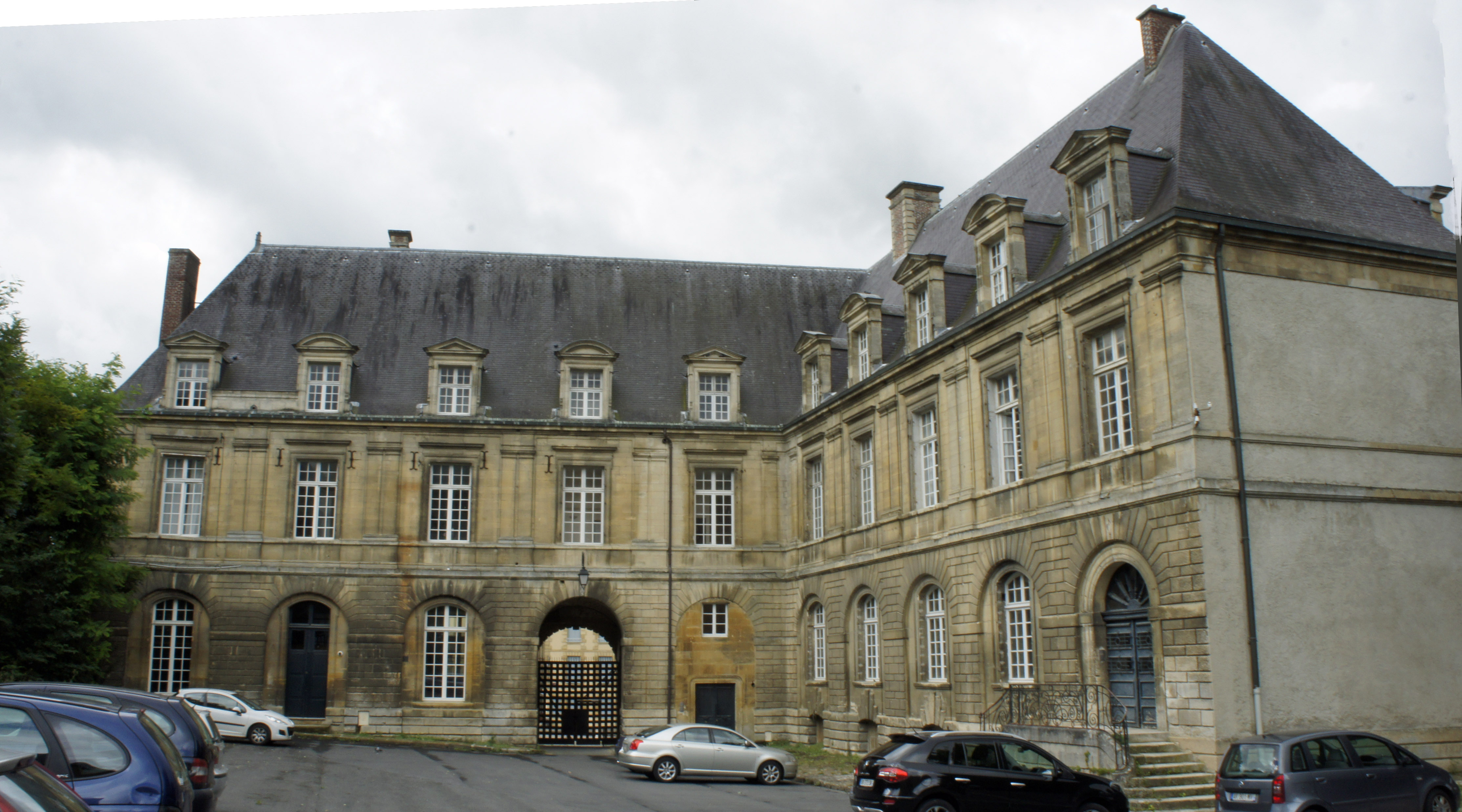
Binnenplein

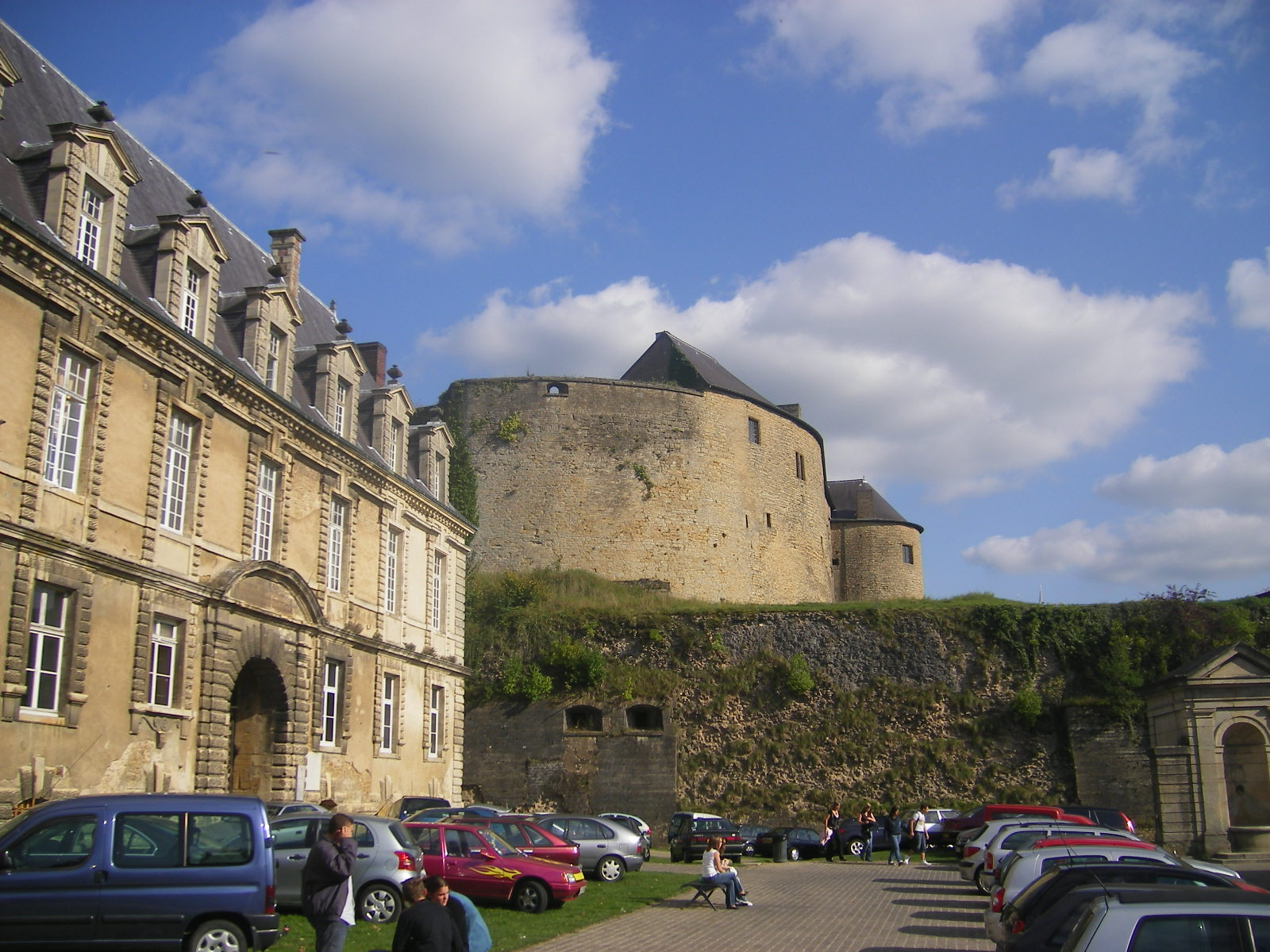
Palais des Princes met op de achtergrond het Kasteel van Sedan

Het Palais des Princes (Paleis van de prinsen) of Château-bas (Voorburcht) was de residentie van de prinsen van Sedan in de 17e eeuw. Het 17e-eeuwse gebouw aan de place du Château in Sedan deed daarna dienst als paleis van de gouverneur van de stad en als kazerne.

## Geschiedenis
Het paleis werd gebouwd op de voorburcht van het middeleeuwse Kasteel van Sedan. Voor de bouw werden het oude quartier du Moulin gebouwd in deze voorburcht en de muur rond de voorburcht afgebroken. De plannen voor het paleis werden getekend door Salomon de Brosse en de bouw werd geleid door Jean Chardron. De bouwheer was Hendrik van Bouillon die een comfortabelere ambtswoning wenst dan de prinselijke vertrekken in ket kasteel zelf. In 1611 werd begonnen met de bouw en in 1614 kon Hendrik zijn intrek nemen in zijn nieuwe paleis. Het deed dienst als prinselijke residentie tot 1642. Na de aanhechting van Sedan bij Frankrijk resideerde de gouverneur in het paleis.
Na de Franse Revolutie werd het paleis gebruikt als kazerne. In 1878 werden de grachten rond het paleis gedempt en verdween de ophaalbrug die toegang gaf tot het paleis. In 1880 gingen de stallen van het paleis verloren in een brand.
In 1952 werd het paleis beschermd als historisch monument.

## Beschrijving
Het Palais des Princes heeft de vorm van een T en is gebouwd in een overgangsstijl tussen renaissance en classicisme. Het hoofdgebouw heeft elf traveeën en geeft langs de ene kant uit op de stad en langs de andere kant op een binnenkoer. Dit gebouw bevat een monumentale toegangspoort.
Het oorspronkelijke interieur is grotendeels verdwenen in de tijd dat het paleis diende als kazerne. Er resten een gebeeldhouwde houten trap en een natuurstenen schouw in de gewelfde kelders.